# 宗統王
宗統王（そうとうおう、? - 紀元前220年）は、箕子朝鮮の第40代の王。王在位期間は、紀元前232年～紀元前220年。諡は宗統王。諱は否。王位は準王（準）が継承。『三国遺事』にみえる王である。王位は箕否から最後の箕準へとうけ継がれたが、この朝鮮がいわゆる箕子朝鮮である。

## 史料
箕氏の系図を図示すると、「箕詡→箕煜→箕釈→箕潤→箕否→箕準」となり、箕詡の時に番朝鮮王となる。真韓・番韓の二韓は燕の侵攻に困っており、それを救ったのが箕詡である。箕詡は須臾人といい、箕子朝鮮人であり、韓人ではない。箕子朝鮮の箕詡が番韓を併合して番朝鮮王となる。
箕詡は軍を番韓に入れ、そこに拠り、番朝鮮王を称したとあり、箕詡は番韓を侵略して王になった。箕詡は箕子朝鮮の後裔であり、箕子朝鮮が番韓を併合して番朝鮮を称した。箕詡が番韓を併せて番朝鮮を樹立したのは紀元前323年である。紀元前194年、箕準は燕の亡命者である衛満に編され、伐たれて、韓地へ逃げ、番朝鮮は滅亡する。

## 主要年表
- 紀元前323年 - 箕詡即位。番朝鮮を樹立。
- 紀元前315年 - 箕煜即位。
- 紀元前290年 - 箕釈即位。紀元前284年、燕の侵略を受け千里退く。
- 紀元前251年 - 箕潤即位。
- 紀元前231年 - 箕否即位。
- 紀元前221年 - 箕準即位。紀元前194年、衛満に伐たれて亡ぶ。

箕詡は「始め番汗城に居す」とある。『魏略』には「至満番汗為界」とあり、番汗城は満番汗のこととみられ、『契丹古伝』には曼灌幹城と書かれているが、碣石山から山海関の辺りにかけての地域とみられる。箕詡は番朝鮮を樹立した後も箕子が封じられたところに住み続けている。紀元前284年になると、燕の秦開の攻撃を受けて、「東胡は千余里谷郤く」とある。東胡とは箕子朝鮮であり、番朝鮮のことである。『契丹古伝』には「殷」と書かれている。箕釈は燕の秦開に追われて千里退き、新しい居住地は大凌河の東の医巫閭山付近の真番朝鮮である。